# Agromyza luteifrons
Agromyza luteifrons este o specie de muște din genul Agromyza, familia Agromyzidae, descrisă de Gabriel Strobl în anul 1906.
Este endemică în Spania. Conform Catalogue of Life specia Agromyza luteifrons nu are subspecii cunoscute.